# 米特尔恩基兴
米特尔恩基兴是德国下萨克森州的一个市镇。总面积7.02平方公里，总人口1024人，其中男性530人，女性494人（2011年12月31日），人口密度146人/平方公里。